# Columbo: Wenn der Eismann kommt
Wenn der Eismann kommt (Originaltitel: The Most Crucial Game) ist eine erstmals im Rahmen der NBC-Sunday-Mystery-Movie-Serie gesendete Episode der Kriminalfilm-Reihe Columbo aus dem Jahr 1972. Die deutschsprachige Erstausstrahlung der dritten Folge der zweiten Staffel folgte 1975 im Deutschen Fernsehen. Der US-amerikanische Schauspieler Robert Culp verkörpert als Sportmanager Paul Hanlon den Gegenspieler von Inspektor Columbo, dargestellt von Peter Falk.

## Handlung
Paul Hanlon ist General Manager eines Sportimperiums, das sich im Besitz der Familie Wagner befindet und zu dem auch eine erfolgreiche Football-Mannschaft gehört. Hanlons ehrgeizigen beruflichen Plänen steht jedoch der lockere Lebenswandel des Firmeninhabers Eric Wagner entgegen, der weniger am lukrativen Geschäft als an ausschweifenden Feiern mit jungen Damen interessiert ist. Während eines Spieles des Football-Teams telefoniert Hanlon von seiner privaten Stadion-Loge aus mit dem verkaterten Playboy, um ihn an eine dienstliche Flugreise nach Montreal am selben Abend zu erinnern. Als Eisverkäufer verkleidet, begibt er sich anschließend unerkannt an den Zuschauern vorbei zu einem abgestellten Eisverkaufswagen. Auf dem Weg zu dessen Haus unterbricht er die Fahrt und ruft Wagner von einer Telefonzelle erneut an. Mit den Stimmen der Kommentatoren aus einem tragbaren Radio im Hintergrund lässt er den Gesprächspartner glauben, er sei nach wie vor im Stadion. Wagner bestätigt seinerseits, dass er – wie von Hanlon vorgeschlagen – einige Bahnen im hauseigenen Pool schwimmt, damit er einen klaren Kopf für die bevorstehenden Verhandlungen bekommt. In der Villa eingetroffen, nimmt Hanlon einen massiven Eisblock aus dem Wagen und schleicht sich durch die Büsche zum Swimming Pool. Dort schlägt er den überraschten Wagner bewusstlos und wirft das Tatwerkzeug in das Wasser. Vor der Rückfahrt beseitigt er seine schlammigen Fußspuren auf dem Steinboden neben dem Pool mithilfe eines Gartenschlauches. Bevor der Coach Larry Rizzo ihn zur verabredeten Halbzeitbesprechung aufsucht, ist Hanlon wieder rechtzeitig in die Loge zurückgekehrt.
Bei der Tatortbesichtigung kommt die Polizei zu dem Schluss, Wagner müsse ertrunken sein, als er mit dem Kopf gegen den Beckenrand schlug. Inspektor Columbo stellt jedoch fest, dass die Wasserreste neben dem Becken kein Chlor enthalten und somit nicht aus dem Pool stammen. Weitere Zeugen oder Hausangestellte, die Auskunft geben könnten, sind nirgends aufzutreiben. Nachdem Columbo über die Identität des Opfers aufgeklärt worden ist, macht er sich auf den Weg in das Football-Stadion und überbringt zuerst Hanlon und danach Rizzo die Nachricht von Wagners Tod. In beiden Befragungen erhärtet sich der Anfangsverdacht des Inspektors, es handele sich möglicherweise nicht um einen Unfall, zunächst nicht. Am nächsten Tag trifft Columbo in Hanlons Büro im Haus der Wagners auf Walter Cunnell, den langjährigen Anwalt der Familie, der aus seiner Abneigung gegenüber dem General Manager keinen Hehl macht. Später folgt er Hanlon zum Flughafen, wo dieser Shirley Wagner, die verzweifelte Ehefrau des Ermordeten, nach der Rückkehr von einer Wohltätigkeitsveranstaltung in Acapulco tröstend in Empfang nimmt. Bei dieser Gelegenheit berichtet der Inspektor von weiteren Ungereimtheiten. Zum einen wurde der Eisverkaufswagen in einer Gegend gesichtet, die von dem Unternehmen nicht beliefert wird – im Gegensatz zum Stadion. Ferner kann die Telefongesellschaft den Ursprung des zweiten Anrufes nicht belegen.
In der Nacht bricht ein Mann in das Haus der Wagners ein, wo er bereits von Columbo erwartet wird, der am Tag zuvor verräterische Störgeräusche aus dem Radio vernommen hatte. Bei dem Eindringling handelt es sich um den Privatdetektiv Ralph Dobbs, der in die Telefone eingebaute Abhörgeräte wieder an sich nehmen möchte. Der misstrauische Cunnell hatte ihn damit beauftragt, um Beweise für Hanlons unlautere Absichten zu erlangen. Beim Abhören der aufgezeichneten Gespräche bestätigt sich Hanlons Alibi: Kurz vor dem Mord hatte er Wagner offenbar vom Stadion aus angerufen. Unter Druck gesetzt, gibt Dobbs den Namen seiner Mitarbeiterin preis. Eve Babcock hatte die Telefonwanzen installiert, als sie für wenige Tage bei den Wagners als Sekretärin angestellt war. Nach einer Unterhaltung mit der Prostituierten begreift der Inspektor, dass Hanlon über die Abhöraktion Bescheid wusste und sie zu seinem Vorteil nutzen konnte. Er hört sich den Wortwechsel zwischen Hanlon und Wagner wiederholt an, allerdings ohne Anhaltspunkte zu finden, die der Aussage des Verdächtigen widersprechen. In der Stadion-Loge konfrontiert Columbo Hanlon mit der Aufnahme und spielt sie zu genau derselben Uhrzeit ab, als das tatsächliche Telefonat stattfand. Plötzlich beginnt die Uhr im Zimmer zu schlagen, während das charakteristische Glockenspiel zur Anzeige der halben Stunde auf dem Tonband fehlt. Anstatt nach Hinweisen zu suchen, die nicht am richtigen Platz sind, hat der Inspektor ein Geräusch entdeckt, das nicht vorhanden war, aber hätte sein sollen.

## Besetzung und Synchronisation
Die deutschsprachige Synchronfassung entstand im Jahr 1974 bei der Studio Hamburg Synchron.
| Figur              | Darsteller          | Deutscher Sprecher    |
| ------------------ | ------------------- | --------------------- |
| Lieutenant Columbo | Peter Falk          | Klaus Schwarzkopf     |
| Gaststars          |                     |                       |
| Paul Hanlon        | Robert Culp         | Reinhard Glemnitz     |
| Walter Cunnell     | Dean Jagger         | Siegfried Schürenberg |
| Larry Rizzo        | James Gregory       | Günther Jerschke      |
| Eve Babcock        | Valerie Harper      | Marianne Bernhardt    |
| Shirley Wagner     | Susan Howard        | Renate Pichler        |
| Eric Wagner        | Dean Stockwell      | Volkert Kraeft        |
| Weitere Darsteller |                     |                       |
| Ralph Dobbs        | Val Avery           | Alexander Welbat      |
| Miss Johnson       | Kathryn Kelly Wiget | Karin Lieneweg        |
| Mr. Fremont        | Richard Stahl       | Horst Stark           |
| Gerichtsmediziner  | Don Keefer          | Horst Keitel          |
| Polizist in Zivil  | Cliff Carnell       | Christoph Bantzer     |
| Jimmy              | Joe Renteria        |                       |
| Sergeant Hernandez | Ivan Naranjo        | Hubert Suschka        |

## Rezeption
Die Fernsehzeitschrift TV Spielfilm vergab eine positive Wertung (Daumen hoch): „Kühler Cop gegen eiskalten Hitzkopf.“
Der Autor Michael Striss wertete mit zwei von vier Sternen (durchschnittlich). Er sprach von Mängeln im Skript, würdigte aber die Darsteller: „Mehr Kultmotive hätten der Episode gut getan. Auch manche Schwäche im Drehbuch ist nicht zu übersehen. Wettgemacht werden diese Defizite durch das »Schuh-Thema« und vor allem die Großaufnahmen von Robert Culp, in denen er auf seine unnachahmliche Art böse Miene zu einem ebensolchen Spiel macht. Positiv fällt auch Val Avery in seinem zweiten Auftritt (nach »Mord unter sechs Augen«) auf. Er darf – zusammen mit Vito Scotti – als König der interessanten Nebenfiguren der Serie gelten.“
Der Autor Mark Dawidziak analysierte: „Obwohl Robert Culp als einer der besten Columbo-Mörder gilt, ist Wenn der Eismann kommt einer der schwächsten Beiträge zur Serie. Die starke Besetzung […] kann über die Schlampigkeit des Drehbuches nicht hinwegtäuschen. […] In Wenn der Eismann kommt sind allerdings sowohl die auf Paul Hanlon weisenden Indizien als auch das Mordmotiv schwach. Und obwohl es Columbo am Ende geschickt gelungen ist, Pauls Alibi zu widerlegen, ist er noch weit vom Beweis entfernt, dass Paul auch der Mörder ist. Es gibt keine Waffe. Es gibt keine Zeugen. Es gibt nur stichhaltige Beweise dafür, dass Paul nicht in seiner Stadion-Loge war, als er das zweite Telefonat mit Eric führte. Okay, das sieht nicht gut aus, aber es genügt nicht, um weitere Maßnahmen durch den Bezirksstaatsanwalt zu veranlassen. Bis zur zweiten Staffel von Columbo hatten mehrere Journalisten und Zuschauer die Serie mit der Begründung kritisiert, dass sich die Fälle des Inspektors häufig auf gestellte Fallen und Indizienbeweise stützten. Sie behaupteten, dass einige seiner Erkenntnisse vor Gericht nicht standhalten würden. Wenn der Eismann kommt scheint zwar ein schlechtes Beispiel zu sein, um gegen diese Vorwürfe Stellung zu beziehen, aber die Tatsache bleibt, dass solche Kritiker das Thema völlig verfehlt haben. Columbo war nie als realistische Darstellung der beruflichen Laufbahn eines Polizeiinspektors in Los Angeles gedacht. Columbo ist ein realitätsfernes Fantasiegebilde, in der das Gute fortbesteht und schließlich über das Böse triumphiert. Es ist ein Geduldsspiel – ein Spiel mit dem Verstand. Es kommt darauf an, den Bösewicht zu fangen, und nicht darauf, ob die Autoren sich an die Maßstäbe der Realität halten. […] Das Problem bei Wenn der Eismann kommt ist, dass die Folge diesen Fantasieregeln nicht gerecht wird. Columbo schafft es nur, Paul Hanlon aus dem Konzept zu bringen. Er lässt sich am Schluss nicht vollständig in die Falle locken. Daher bietet diese Episode nicht den hohen Grad an Zufriedenheit, den die Formel verspricht. […] Zum ersten Mal stattete ein Columbo-Mörder aus einer früheren Staffel der Serie einen weiteren Besuch ab. Leider ist Wenn der Eismann kommt kein ideales Drehbuch für einen idealen Columbo-Bösewicht. Es wurde der schwächste von Culps drei Auftritten als Gegenspieler des Inspektors.“